# سينت ياكوبي باروخي
سينت ياكوبي باروخي (بالفريزية الغربية: Sint Jabik) هي قرية ببلدية هت بيلدت بمقاطعة فرايزلاند، هولندا. تقع 13 كم شمال فرانيكير ويبلغ عدد سكانها حوالي 1700 نسمة.

## أعلام
- يان دي فريس